# Гайр, Геза Андреас фон
Геза Андреас фон Гайр (нем. Géza Andreas von Geyr; род. 1962, Мюнхен) — немецкий чиновник и дипломат. В 2019—2023 гг. — чрезвычайный и полномочный посол ФРГ в Российской Федерации.

## Образование
Изучал историю и коммуникативные науки в Мюнхенском университете имени Людвига и Максимилиана (1982—1985), также в университете Будапешта и Венском университете. После изучал политологию в Вашингтоне (1985—1991), имеет учёную степень.

## Карьера
В 1991 году поступил на дипломатическую службу. Работал в политическом департаменте Министерства иностранных дел в качестве консультанта. В 1993 году работал в посольстве ФРГ в Марокко, где возглавлял юридический, консульский и культурный отделы. В 1997 году перешёл в Европейскую комиссию в Брюсселе в качестве консультанта по внешним связям генерального директората. В 2000 году вернулся в Федеральное министерство иностранных дел Германии в отдел по делам Европы. В 2001—2006 годах был советником по внешней политике фракции ХДС/ХСС в германском Бундестаге. Впоследствии был назначен начальником отдела в Ведомстве федерального канцлера (2006—2010), занимал должность вице-президента Федеральной разведывательной службы Германии (2010—2014) и Министерстве обороны (2014—2019).
С сентября 2019 года по август 2023 — был чрезвычайным и полномочным послом ФРГ в Российской Федерации.

## Награды
Норвегия
- Орден заслуг (2007)

Португалия
- Орден заслуг (2009)

Франция
- Кавалер ордена почетного легиона (2010)
- Офицер ордена почётного легиона (2017)

Испания
- Орден гражданских заслуг (2017)